# 元老院行省

公元117年罗马帝国行政区划，其中元老院行省以粉色标记，意大利虽由元老院直辖，但并非行省

在罗马帝国的的历史上，行省的划分一直在变化，在奥古斯都统治期间，他在凯撒的基础上，行省被划分为元老院行省和元首行省。由于帝国的疆域不断扩大，那些早期建立的行省，由于治理时间较长，拉丁化较深，叛变的风险较小，大体上被划入元老院行省内。而元老院行省委派的总督，出身元老阶层的前执政官或者前大法官才有资格，然后由元老院决议总督的出任。元老院行省的总督只有民权而无兵权。
公元14年时，罗马帝国共有10个元老院行省，分别为亚该亚、阿非利加、亚细亚、比提尼亞與本都、克里特与昔兰尼加、塞浦路斯、纳博讷高卢、贝提卡、马其顿和西西里。此外意大利并非元老院行省，因为其并非由总督管理，而是由元老院直接管辖。